# Alexandr Kotov
Alexandr Alexandrovič Kotov (rusky Александр Александрович Котов; 12. srpna 1913 Tula – 7. ledna 1981 Moskva) byl sovětský šachový velmistr. Suverénně zvítězil v Mezipásmovém turnaji ve Stockholmu v roce 1952. Účastnil se dvou turnajů kandidátů. Hráč agresivního, útočného stylu, vyhrál mnoho efektních partií. Vynikl též jako šachový literát, napsal knihu Aljechinův šachový odkaz. Zemřel v roce 1981.